# Immacolata al Tiburtino (titolo cardinalizio)
Immacolata al Tiburtino (in latino: Titulus Conceptionis Immaculatae Beatae Mariae Virginis ad viam Tiburtinam) è un titolo cardinalizio istituito da papa Paolo VI nel 1969. Il titolo insiste sulla chiesa di Santa Maria Immacolata e San Giovanni Berchmans.
Dal 20 novembre 2010 il titolare è il cardinale Raymundo Damasceno Assis, arcivescovo emerito di Aparecida.

## Titolari
- Peter Thomas McKeefry (28 aprile 1969 - 18 novembre 1973 deceduto)
  - Titolo vacante (1973 - 1976)
- Reginald John Delargey (24 maggio 1976 - 29 gennaio 1979 deceduto)
- Ernesto Corripio y Ahumada (30 giugno 1979 - 10 aprile 2008 deceduto)
- Raymundo Damasceno Assis, dal 20 novembre 2010